# 洗髓經
《洗髓經》，相傳為印度佛教禪宗高僧達摩到中國傳法後，在嵩山少林寺留下的兩本經書之一（另一本為《易筋經》），內容為至高內家氣功與最上乘武術修煉的方法。也有人認為此經書其實並非教授氣功法門，而是達摩留下的禪宗修行心法。
真本已失傳，清朝時已有學者懷疑此書是明清時的偽作。

## 外部連結
- 龔鵬程 〈達摩《易筋經》論考〉
- 洗髓經解釋 （页面存档备份，存于）